# Тиосав Јанковић
Тиосав Јанковић (Титово Ужице, 29. септембар 1974) је припадник војске Србије и тренутни заменик начелника Генералштаба Војске Србије. Бивши Начелник Оперативне управе Генералштаба и бивши Командант 250. ракетне бригаде. Има чин генерал-потпуковника.

## Биографија
Рођен је 29. септембра 1974. године у Ужицу. Одрастао је у Кремнима. Основну школу „Богосав Јанковић“ у Кремнима завршио је 1989. године, а средњу техничку „Радоје Марић“, смер електротехника, 1993. године у Ужицу. Након завршетка средње школе уписао је Војну Академију, смер ПВО а у професионалну војну службу ступио је 1997. године. У Школи националне одбране на Војној Академији завршио је командно-штабно усавршавање 2008. године, генерал-штабно усавршавање 2013. године и Високе студије безбедности и одбране 2017. године. На служби је у Генералштабу Војске Србије где обавља дужност Заменика начелника Генералштаба. До именовања на ову функцију обављао је дужност Начелника Оперативне управе. Током службе у 250. ракетној бригади, обављао је и дужности официра за вођење ракета, командира батерије за вођење ракета, команданта дивизиона, помоћника команданта бригаде за операције, начелника штаба, заменика команданта бригаде и команданта бригаде. За време борбених дејстава 1999. године обављао је дужност официра за вођење ракета у борбеној послузи 3. ракетног дивизиона ПВО. Након обарања авиона F-16, одликован је Орденом за храброст. Том приликом оборен је тадашњи потпуковник (будући генерал) Дејвид Голдфејн, бивши командант Америчког ратног Ваздухопловства.

## Досадашње дужности
- Начелник Оперативне управе Генералштаба
- Командант 250. ракетне бригаде за ПВД, Ратно ваздухопловство и ПВО
- Заменик команданта 250. ракетне бригаде за ПВД
- Начелник штаба 250. ракетне бригаде за ПВД
- Помоћник команданта за операције, 250. ракетна бригада за ПВД
- Командант ракетног дивизиона ПВО
- Заменик команданта дивизиона
- Командир батерије за вођење ракета
- Официр за вођење ракета
- Техничар система

## Унапређења у чинове
| Потпоручник | Поручник | Капетан | Капетан прве класе | Мајор | Потпуковник | Пуковник | Бригадни генерал | Генерал-мајор | Генерал-потпуковник |
| ----------- | -------- | ------- | ------------------ | ----- | ----------- | -------- | ---------------- | ------------- | ------------------- |
|             |          |         |                    |       |             |          |                  |               |                     |
| 1997.       | 1999.    | 2001.   | 2004.              | 2008. | 2012.       | 2015.    | 2019.            | 2023.         | 2024.               |

## Одликовања
- Орден за храброст (1999)
- Војна споменица 20. годишњица одбране Отаџбине од НАТО агресије (23. март 2019)[3]